# Patzelt-Meerschweinchen
Das Patzelt-Meerschweinchen (Cavia patzelti) ist eine Art aus der Gattung der Eigentlichen Meerschweinchen (Cavia). Die Tiere sind bislang nur in den östlichen Anden von Ecuador nachgewiesen.

## Merkmale
Das Patzelt-Meerschweinchen hat eine Kopf-Rumpf-Länge von 28,0 bis 29,0 Zentimetern bei einem Gewicht von 700 bis 725 Gramm. Die Ohrlänge beträgt etwa 50 Millimeter, die Hinterfußlänge 46 bis 50 Millimeter. Das Aussehen entspricht dem des Gemeinen Meerschweinchens (Cavia aperea), der Rücken ist dunkel rötlich-braun.
Der Schädel hat eine Länge von 63 bis 69 Millimeter sowie eine Breite im Bereich der Jochbögen von durchschnittlich 40,3 Millimetern. Die Breite des Rostrums beträgt im Mittel 12,3 Millimeter, die Breite des Hirnschädels 28,6 Millimeter. Er lässt sich vor allem aufgrund der Schädelmaße von Vertretern des Gemeinen Meerschweinchens aus Peru und Kolumbien unterscheiden.

## Verbreitung

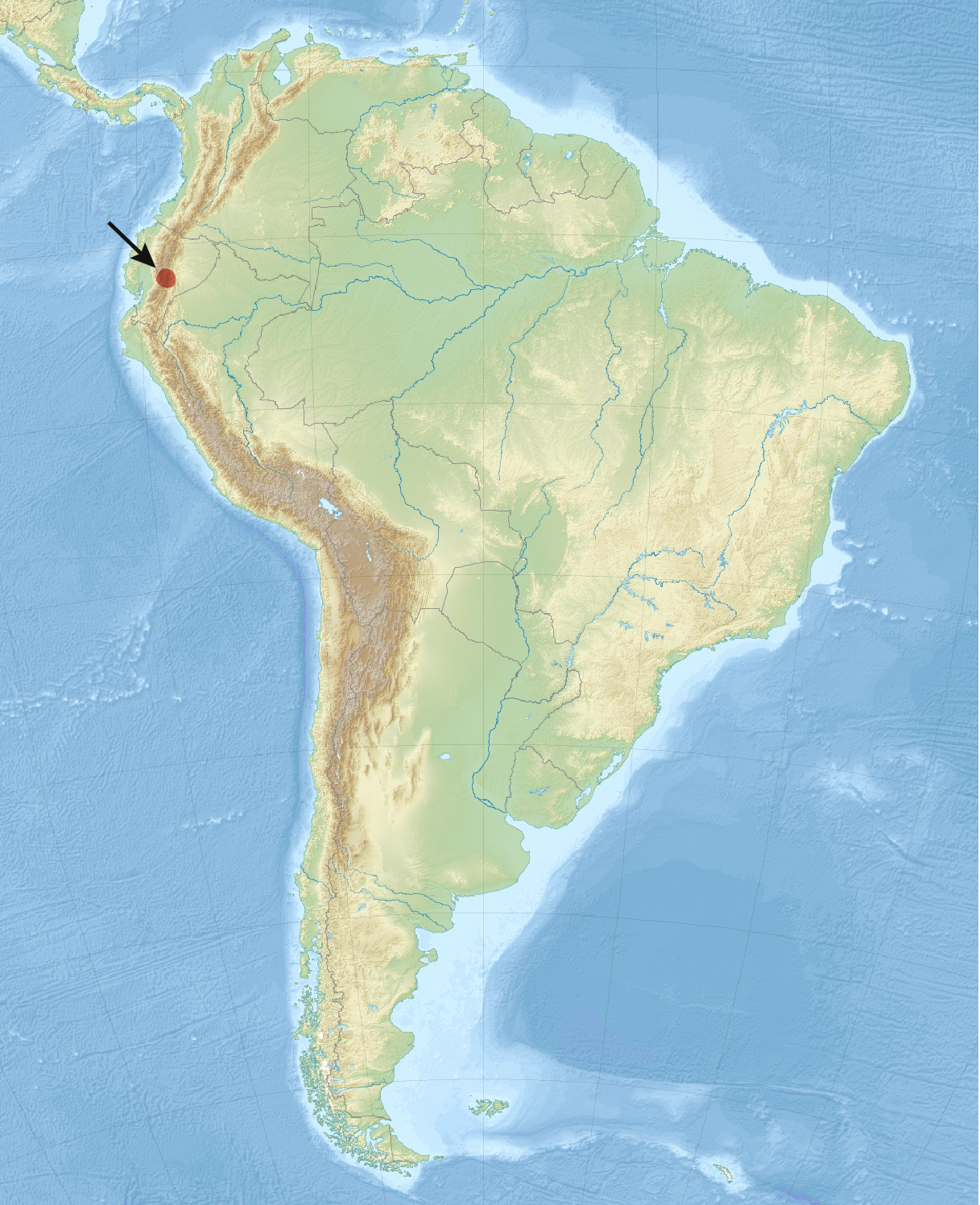
Verbreitungsgebiet des Patzelt-Meerschweinchen

Typlokalität ist Alao im Osten der Provinz Chimborazo. Weitere Funde liegen südlich von Alao und reichen bis zur Reserva Tapichalaca im Süden der Provinz Zamora Chinchipe. Durch diese Sichtungen geht man davon aus, dass die Art auch weiter verbreitet ist.

## Lebensweise
Über die Lebensweise des Patzelt-Meerschweinchens liegen nur wenige Informationen vor. Es lebt in den Hochlandgebieten Ecuadors in Höhen von 3000 bis 3800 Metern am Chimborazo. Der Lebensraum ist durch feuchte Sumpfgebiete des tropischen Páramos und mit Gras bewachsenen Hängen sowie Polylepis-Wäldern und Gebüschen geprägt. Die Vegetation wird durch hohe horstbildende Bestände von Federgräsern (Stipa) dominiert, zwischen denen sich Pantoffelblumen (Calceolaria), Enziane (Gentiana) und Altensteinia halten können.
Das Klima des Páramos ist sehr gleichmäßig über das Jahr mit niedrigen Temperaturen bis maximal 15 °C, wobei sie morgens häufig unter 0 °C fallen, und hohen Niederschlagsmengen von mehr als 1000 Millimeter Niederschlag pro Jahr.
Die Tiere sind Pflanzenfresser und eng gebunden an Federgräser (Stipa).

## Systematik
Das Patzelt-Meerschweinchen wird als eigenständige Art innerhalb der Gattung Cavia  eingeordnet. Die wissenschaftliche Erstbeschreibung stammt von dem deutschen Zoologen Harald Schliemann aus dem Jahr 1982 als Cavia aperea patzelti anhand von fünf Individuen aus Ecuador. Aus Ecuador waren bis zur Beschreibung des Patzelt-Meerschweinchens keine Vertreter der Gattung Cavia bekannt und durch die Sammlung von Erwin Patzelt im Jahr 1978 konnten somit erstmals Tiere für diese Region nachgewiesen werden. Die Namensgebung erfolgte entsprechend nach dem Sammler der Tiere, die er als Typusexemplare zur Verfügung stellte, als Ehrung für seine Verdienste zur Kenntnis von Flora und Fauna von Ecuador.
Das Patzelt-Meerschweinchen wurde bei Wilson & Reeder 2005 als Unterart des Gemeinen Meerschweinchens eingeordnet, aufgrund molekularer Merkmale wird es heute jedoch als eigenständig betrachtet. Dabei ist es wahrscheinlich die Schwesterart des Gemeinen Meerschweinchens.
Innerhalb der Art werden keine Unterarten beschrieben.

## Gefährdung und Schutz
Die Art wird von der International Union for Conservation of Nature and Natural Resources (IUCN) aufgrund der wenigen verfügbaren Daten zur Verbreitung und den Beständen nicht in eine Gefährdungskategorie eingeordnet und als data deficient klassifiziert. Bestandsgefährdende Risiken sind für diese Art nicht bekannt.

## Belege
1. 1 2 3  Jorge Brito & Javier Fernández de Córdova: Nuevas Localidades y Ampliación de la Distribución del cuy silvestre de Patzelt Cavia patzelti (Rodentia: Caviidae) en Ecuador. www.redalyc.org, 15. Dezember 2015, abgerufen am 26. August 2022.
2. 1 2 3 4 5 6 7 8  
Sacha Guinea Pig. In: T.E. Lacher jr: Family Caviidae In: Don E. Wilson, T.E. Lacher, Jr., Russell A. Mittermeier (Herausgeber): Handbook of the Mammals of the World: Lagomorphs and Rodents 1. (HMW, Band 6) Lynx Edicions, Barcelona 2016, S. 433–434. ISBN 978-84-941892-3-4.
3. 1 2 3 4 5 6 7  
Harald Schliemann: Nachweis wilder Meerschweinchen für Ecuador und Beschreibung von Cavia aperea patzelti subsp. nov. Zeitschrift für Säugetierkunde 47, 1982; S. 79–90. (Digitalisat).
4. 1 2 3 4 5  
Jonathan L. Dunnum: Cavia patzelti Schuhmann, 1982 In: James L. Patton, Ulyses F.J. Pardinas, Guillermo D’Elía (Hrsg.): Mammals of South America, Volume 2 – Rodents. The University of Chicago Press, Chicago 2015; S. 699. ISBN 978-0-226-16957-6.
5. 1 2 3  Jonathan L. Dunnum, Jorge Salazar-Bravo: Molecular systematics, taxonomy and biogeography of the genus Cavia (Rodentia: Caviidae). Journal of Zoological Systematics and Evolutionary Research 48 (4), 2010; S. 376–388.doi:10.1111/j.1439-0469.2009.00561.x
6. ↑  
Systematics. In: Thomas E. Lacher, Jr.: Family Caviidae In: Don E. Wilson, T.E. Lacher, Jr., Russell A. Mittermeier (Herausgeber): Handbook of the Mammals of the World: Lagomorphs and Rodents 1. (HMW, Band 6) Lynx Edicions, Barcelona 2016, S. 406–407. ISBN 978-84-941892-3-4.
7. 1 2  
Cavia. In: Don E. Wilson, DeeAnn M. Reeder (Hrsg.): Mammal Species of the World. A taxonomic and geographic Reference. 2 Bände. 3. Auflage. Johns Hopkins University Press, Baltimore MD 2005, ISBN 0-8018-8221-4.
8. ↑  
Cavia patzelti in der Roten Liste gefährdeter Arten der IUCN 2022. Eingestellt von: N. Roach, 2016. Abgerufen am 26. August 2022.